# Maarten Tjallingii
Maarten Pieter Tjallingii (* 5. November 1977 in Leeuwarden) ist ein ehemaliger niederländischer Radrennfahrer.

## Sportliche Laufbahn
Maarten Tjallingii konnte 2001 eine Etappe der Tour du Faso gewinnen. 2003 bekam er einen Vertrag bei dem asiatischen Marco Polo Cycling Team. Er gewann in der ersten Saison dort Rund um Rhede und wieder eine Etappe der Tour du Faso. Diesmal konnte er auch die Gesamtwertung für sich entscheiden. 2006 und 2007 fuhr er für das niederländische Professional Continental Team Skil-Shimano. Bei der Belgien-Rundfahrt 2006 konnte er die erste Etappe für sich entscheiden und die Führung bis zum Schluss verteidigen. 2008 wechselte er zum UCI ProTeam Rabobank. Beim prestigeträchtigen Klassiker Paris–Roubaix erreichte er 2011 hinter Johan Vansummeren und Fabian Cancellara den dritten Platz.
2014 trug Tjallingii beim Giro d’Italia vier Tage lang das Maglia Azzurra des Besten in der Bergwertung. Zwei Jahre später, beim Giro 2016, errang er nach der dritten Etappe für einen Tag ebenfalls dieses Trikot, vor heimischem Publikum in Arnhem.
Im Herbst 2015 kündigte Marten Tjallingii an, mit seiner Mannschaft Team Lotto NL-Jumbo nur noch einen Vertrag bis 30. Juni 2016 abzuschließen. Er plane noch den Giro zu bestreiten und eventuell noch die niederländischen Straßenmeisterschaften, anschließend wolle er seine sportliche Laufbahn beenden.
Tjallingii ernährt sich vegetarisch.

## Palmarès
2003
- Tour du Faso

2006
- Gesamtwertung und eine Etappe Belgien-Rundfahrt
- Tour of Qinghai Lake

2013
- eine Etappe World Ports Classic

## Grand-Tour-Platzierungen
| Grand Tour            | 2008 | 2009 | 2010 | 2011 | 2012 | 2013 | 2014 | 2015 | 2016 |
| --------------------- | ---- | ---- | ---- | ---- | ---- | ---- | ---- | ---- | ---- |
| Giro d’ItaliaGiro     | –    | 100  | –    | –    | –    | 131  | 92   | 119  | 124  |
| Tour de FranceTour    | –    | –    | 132  | 99   | DNF  | –    | –    | –    | –    |
| Vuelta a EspañaVuelta | 58   | –    | –    | –    | –    | –    | 137  | DNF  | –    |